# 洪暹
洪暹（：／，1504年—1585年），字退之，號忍齋，本貫南陽洪氏，朝鮮王朝中期文臣。領議政洪彥弼之子。他是趙光祖的門人。
1531年，式年文科丙科及第，任正言，後任吏曹左郎。他彈劾金安老專橫，被流配興陽（今全羅南道高興郡）。金安老被賜死後重獲起用，歷任修撰、副提學、京畿道觀察使、左贊成、吏曹判書、禮曹判書、大提學、右贊成、左贊成、都承旨、戶曹判書等職。1560年任工曹判書，彈劾李樑橫暴而辭職。後歷任判義禁府事、漢城府判尹、藝文館及弘文館大提學、刑曹判書、大司憲等職。宣祖即位後，任禮曹判書、院相兼兵曹判書。此後任右議政，任內彈劾左議政南袞。1571年任左議政，後任領議政。
1591年在宗系辨誣中立功，此後追敘光國原從功臣第一等。死後諡景憲。
洪暹為官清廉，為清白吏218名中的一人。